# Бабич, Андрей Фёдорович
Андрей Фёдорович Ба́бич (1912—1945) — советский военнослужащий, участник Великой Отечественной войны, полный кавалер ордена Славы, командир саперного отделения 7-го отдельного гвардейского воздушно-десантного саперного батальона гвардии сержант — на момент представления к награждению орденом Славы 1-й степени.

## Биография
Родился 26 августа 1912 года в переселенческом посёлке Егоровском. Образование неполное среднее. В 1938 году переехал в Иркутскую область. Работал забойщиком в шахте Светловского прииска треста «Лензолото» в Бодайбинском районе.
В сентябре 1942 года Бодайбинским райвоенкоматом призван в Красную Армию. Боевой путь начал на Северно-Западном фронте. В дальнейшем участвовал в боях на Курской дуге, принимал участие в освобождение городов Белгород и Харьков. Член ВКП(б) с 1944 года.
28 января 1944 года у деревни Тишковка (ныне Добровеличковский район Кировоградской области) гвардии ефрейтор Бабич в составе отделения установил мины на пути движения вражеских танков, на которых подорвались два тяжелых танка.
Приказом командира 1-й гвардейской воздушно-десантной дивизии от 20 февраля 1944 года гвардии ефрейтор Бабич Андрей Фёдорович награждён орденом Славы 3-й степени.
В ночь на 26 апреля 1944 года гвардии младший сержант Бабич провел инженерную разведку реки Реут близ села Требужены (ныне Оргеевский район, Молдавия) Бабич переплыл реку и закрепил канат для парома на противоположном берегу, обеспечив действия группы при захвате в плен вражеского офицера.
Приказом по войскам 53-й Армии от 31 мая 1944 года гвардии младший сержант Бабич Андрей Фёдорович награждён орденом Славы 2-й степени.
В ночь на 5 ноября 1944 года гвардии сержант Бабич с группой разведчиков на лодке переправил на правый берег Тисы в районе города Тимаолиш (Венгрия) десант пехоты, который захватил плацдарм. Был представлен к награждению орденом Славы 1-й степени.
В одном из боев уже на территории Чехословакии гвардии сержант Бабич был тяжело ранен и скончался 28 марта 1945 года. Похоронен на воинском кладбище в селе Опатова район Левице Нитранского края Словакии.
Указом Президиума Верховного Совета СССР от 28 апреля 1945 года за образцовое выполнение заданий командования в боях с захватчиками гвардии сержант Бабич Андрей Фёдорович награждён орденом Славы 1-й степени. Стал полным кавалером ордена Славы.
Также был награждён медалями.